# MG4
Az MG4 egy akkumulátoros elektromos családi autótípus (C-szegmens), amelyet a SAIC Motor autógyártó gyárt brit MG márkanév alatt. Ez az első olyan jármű, amely a SAIC akkumulátoros elektromos moduláris skálázható platformjára épül. Európában MG4 néven mutatták be 2022 júliusában.

## Áttekintés
Az EH32 kódnév alatt kifejlesztett autót globális modellnek tervezték, amelynek elsődleges célja az európai piac volt.

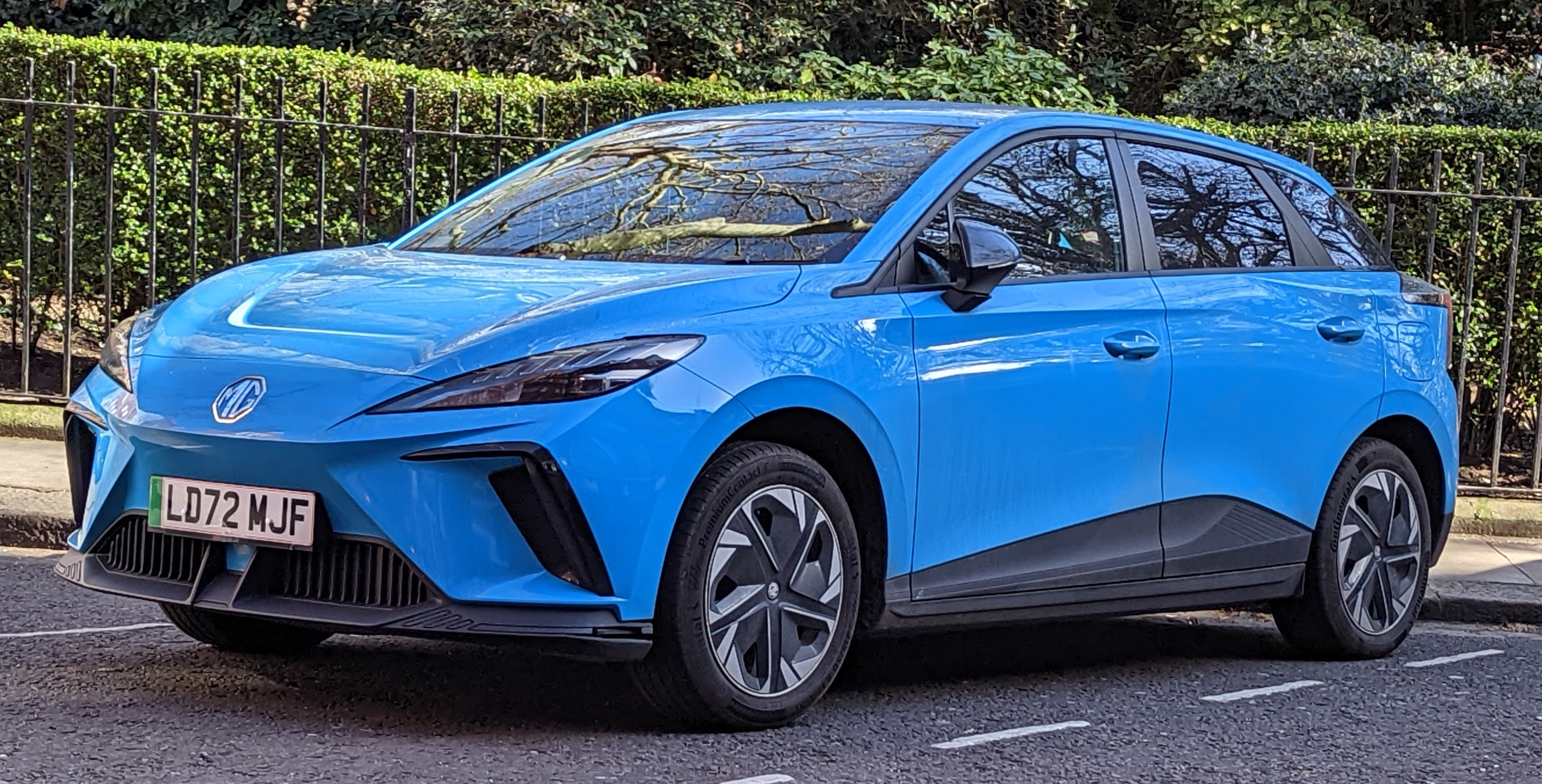
Elölnézetből
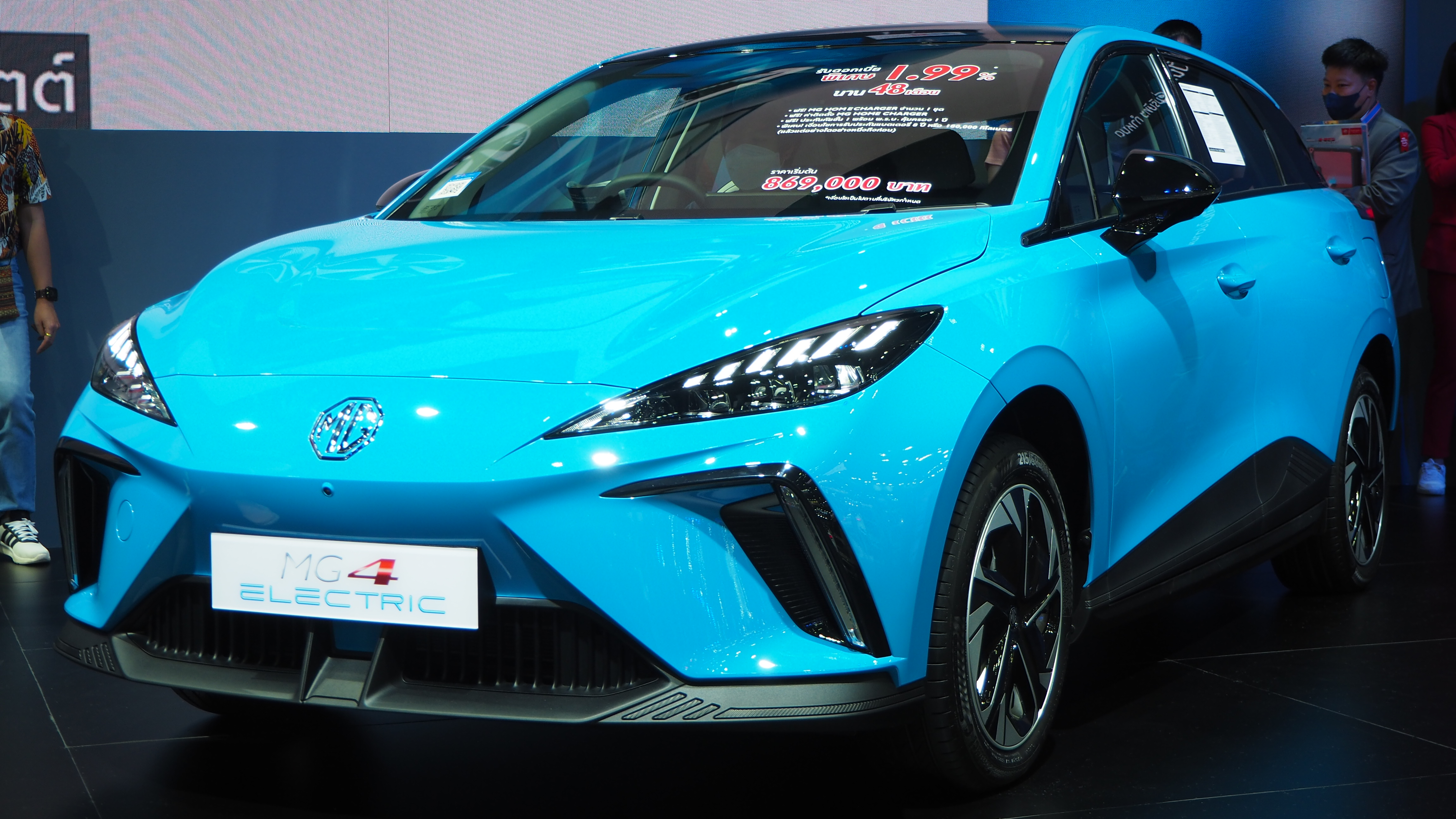
Elölnézetből
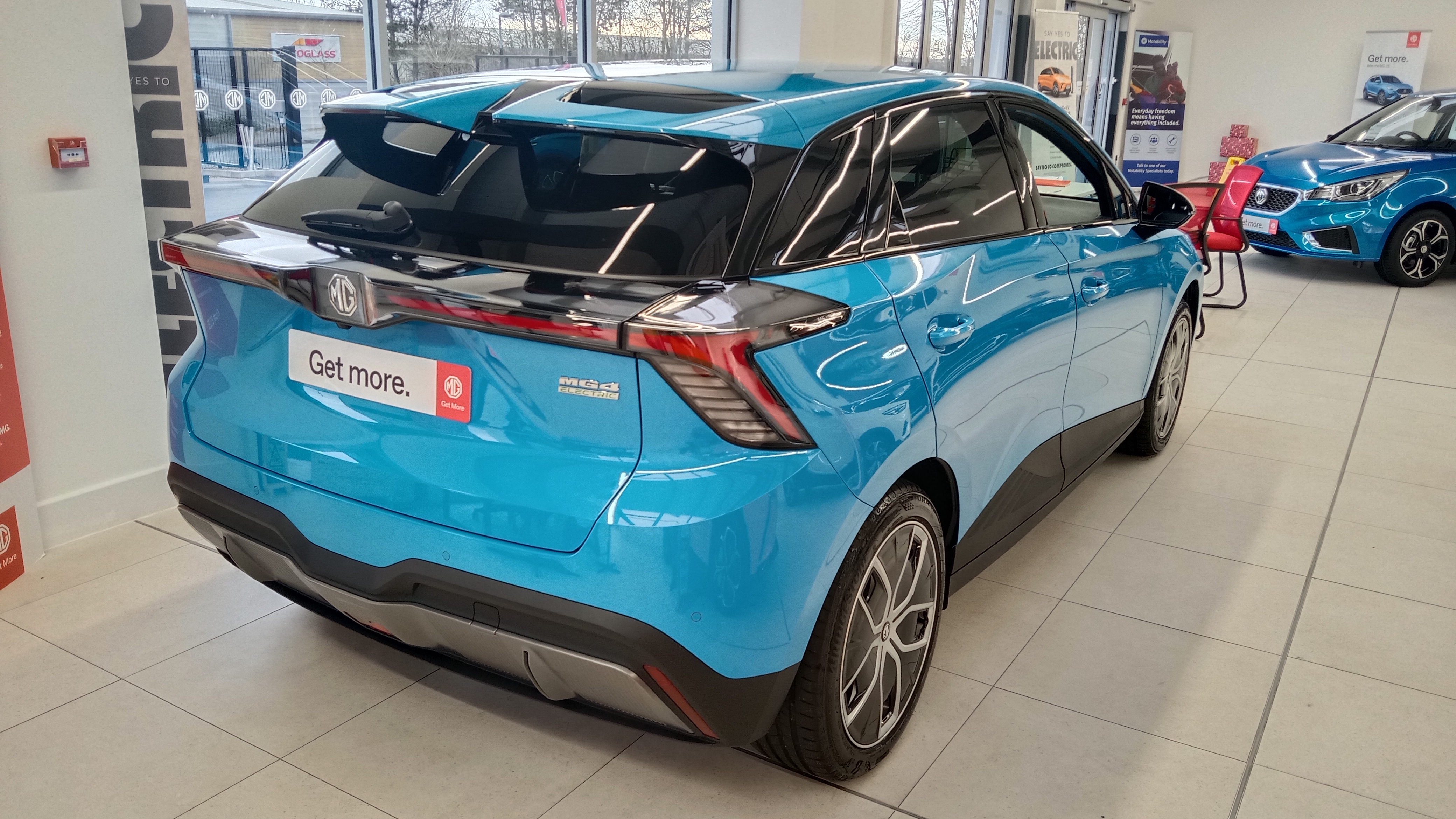
Hátulnézetből
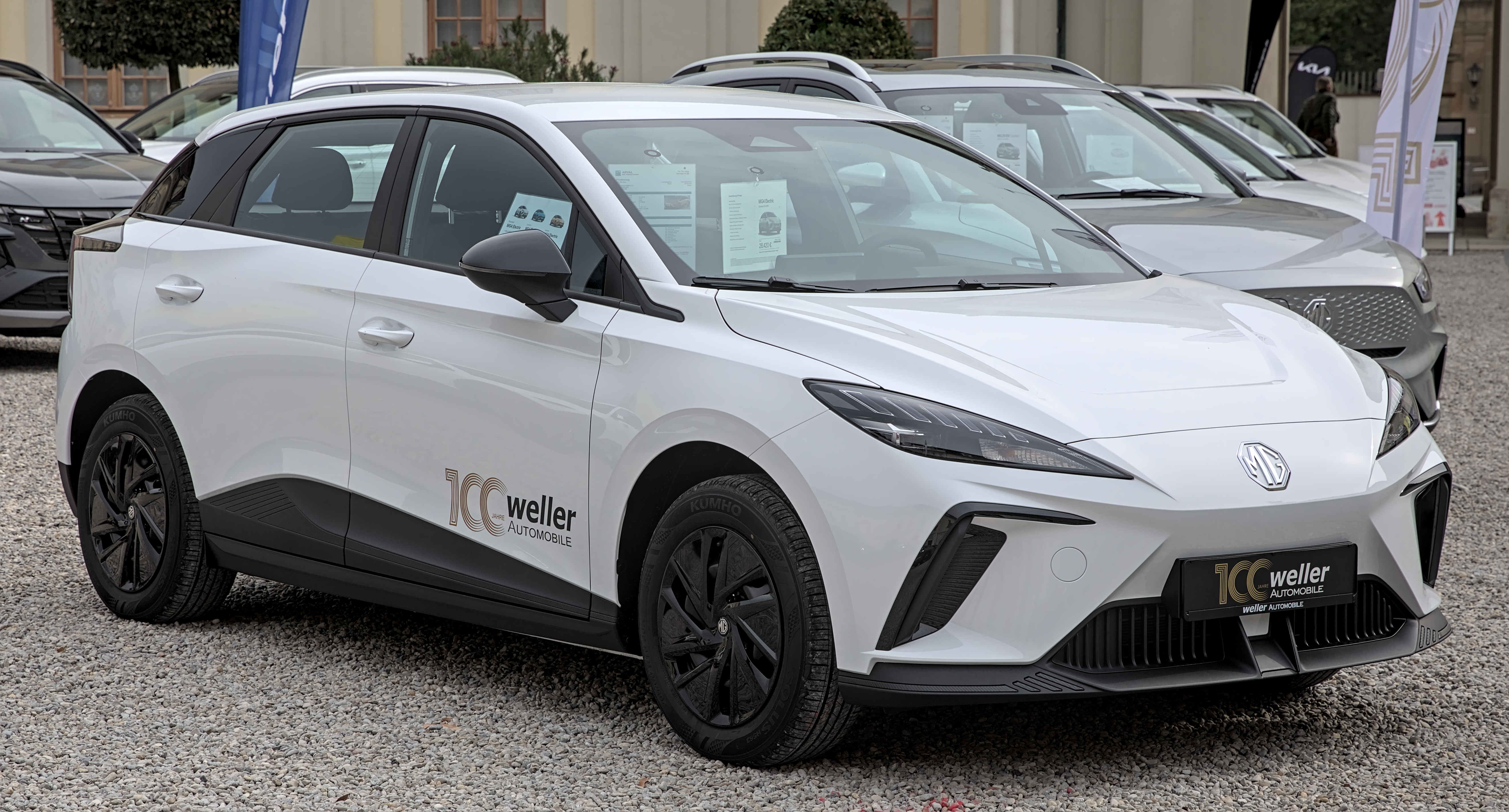
Elölnézetből
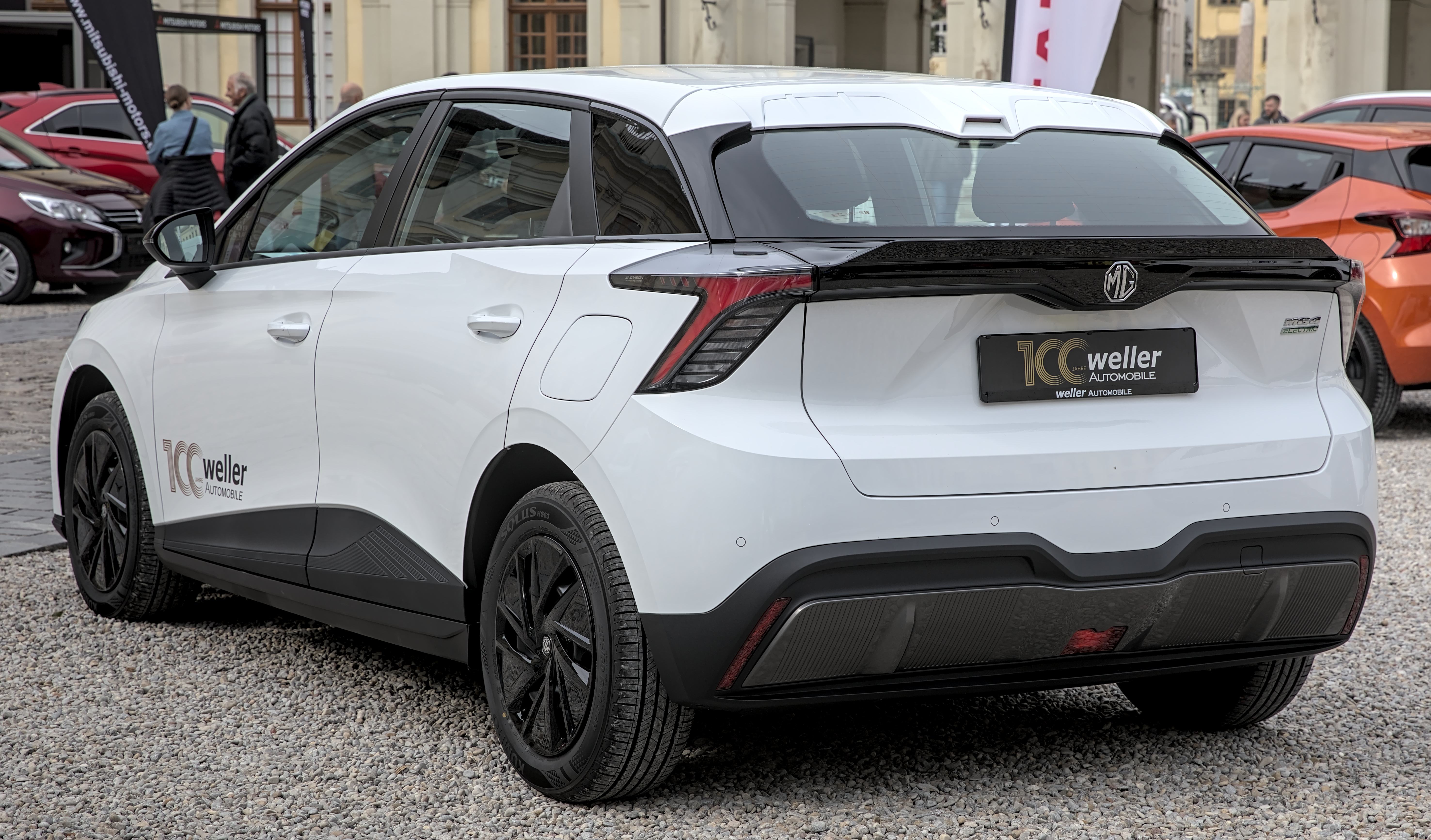
Hátulnézetből
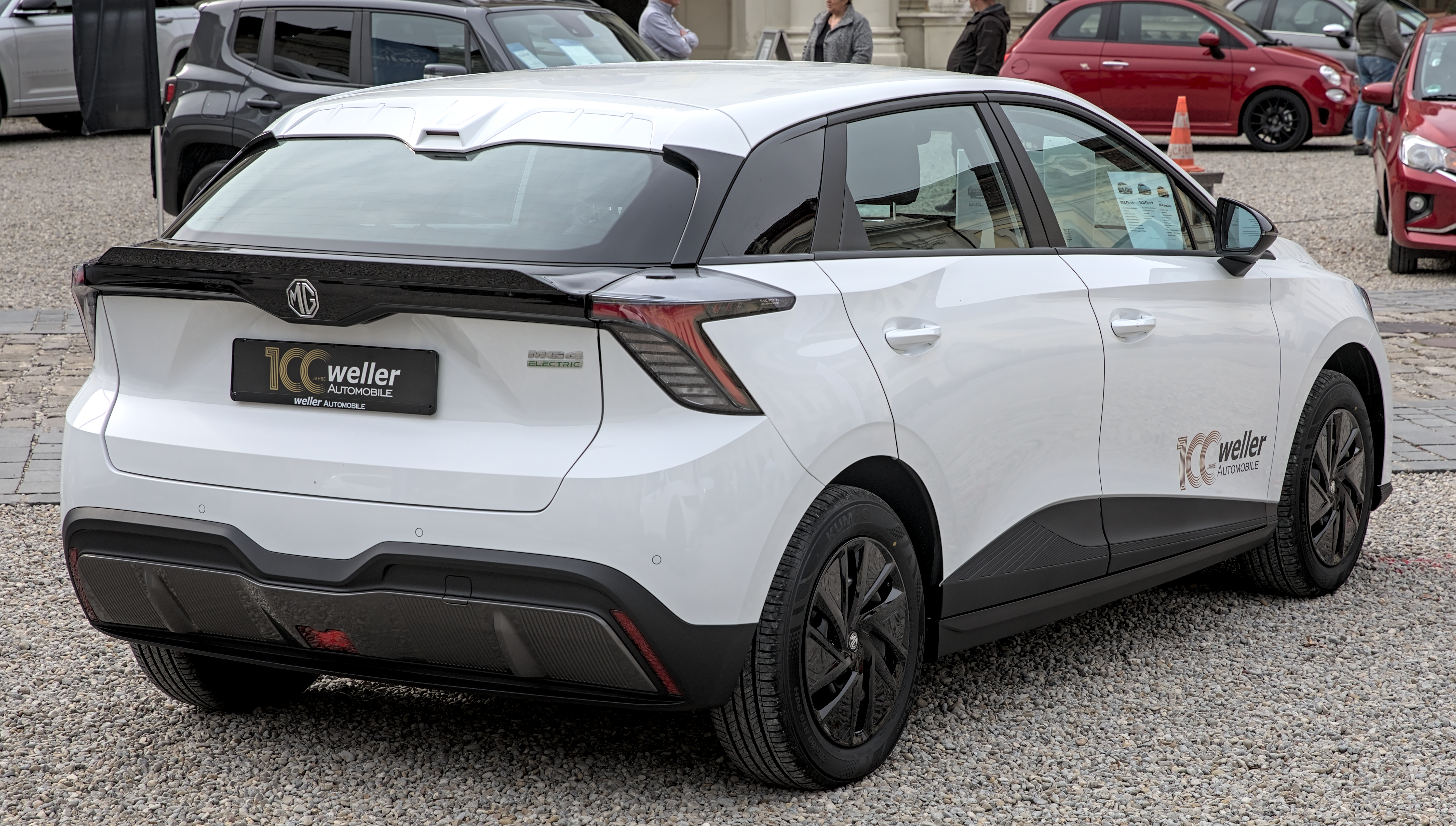
Hátulnézetből
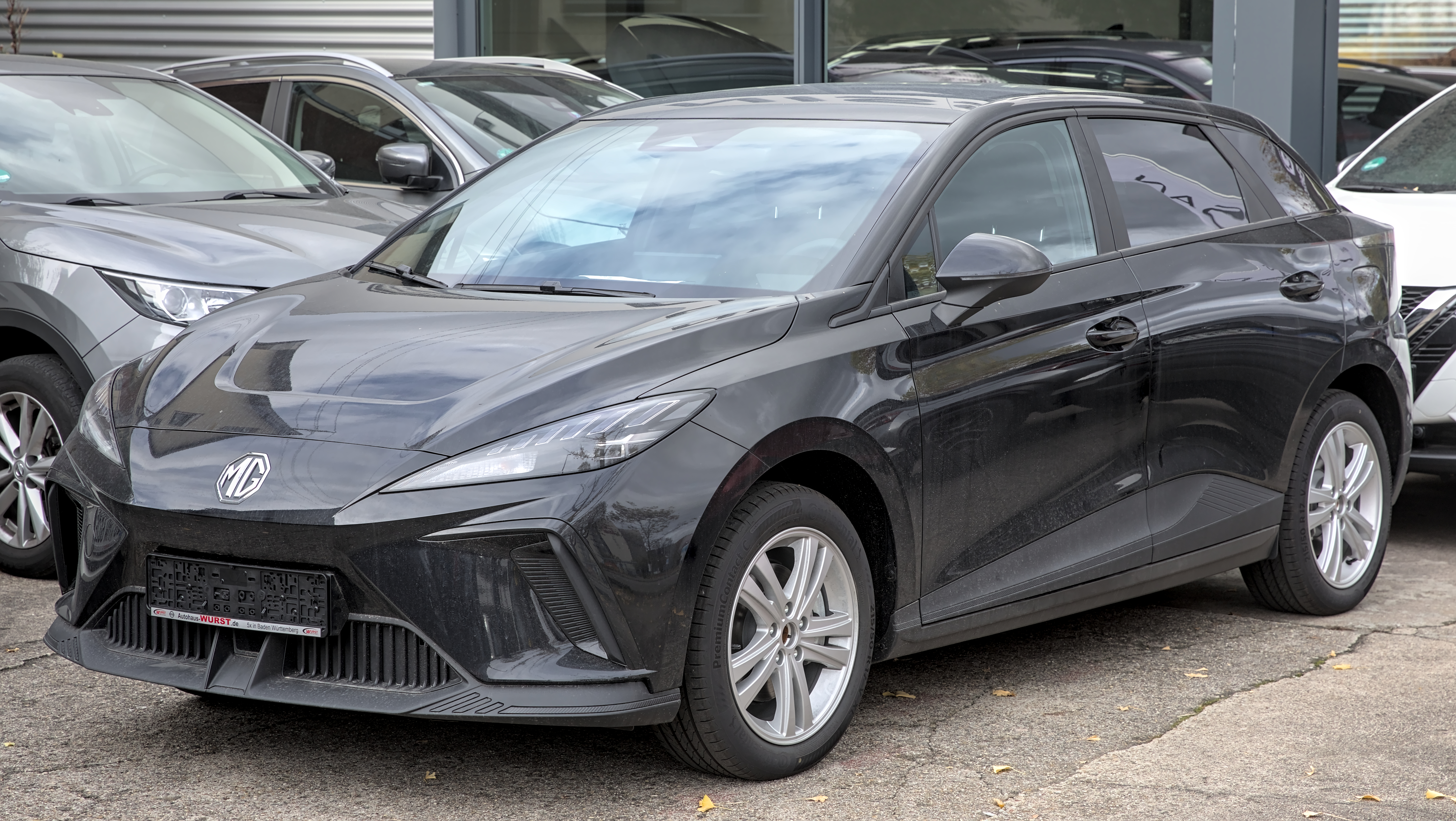
Elölnézetből
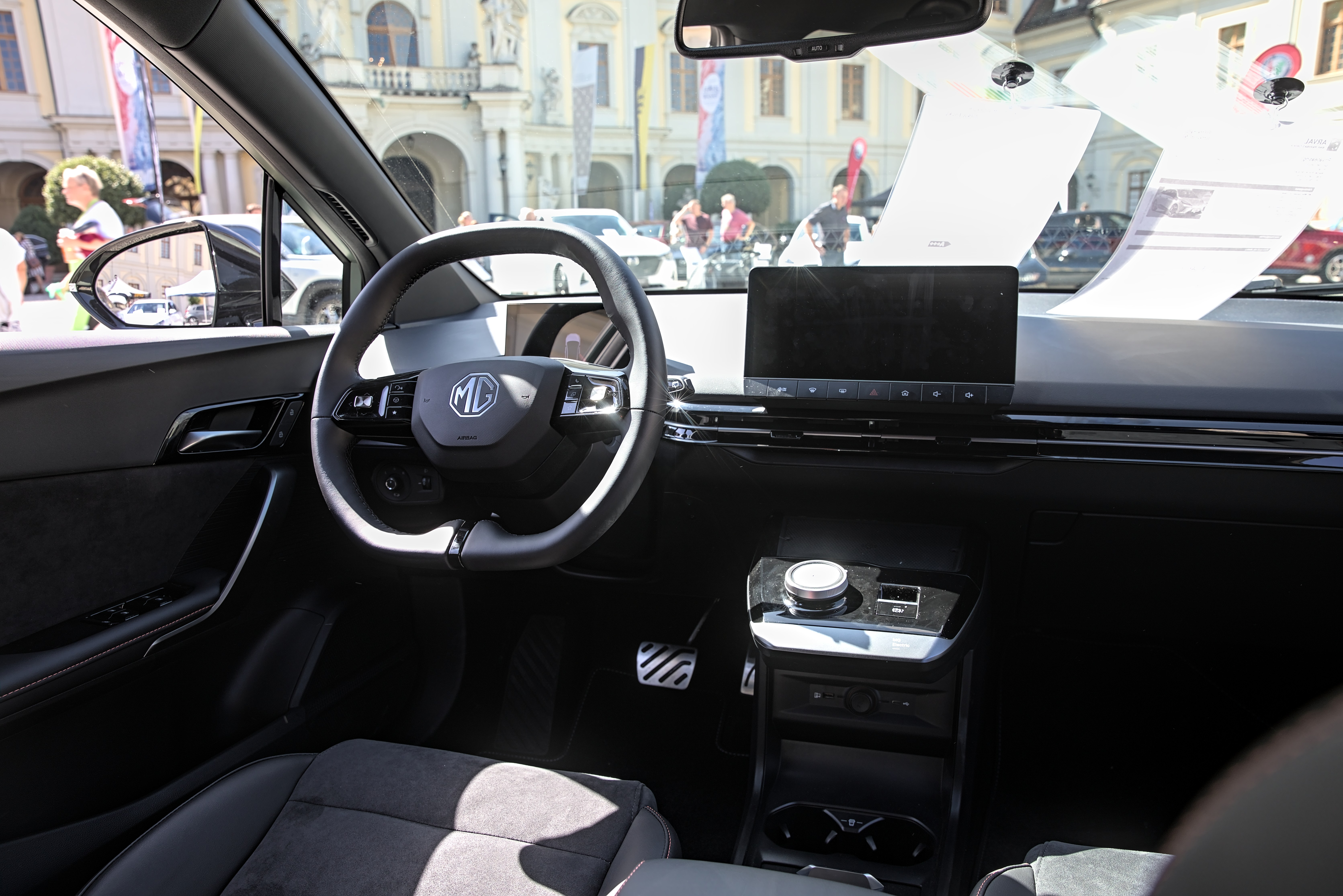
Az MG4 belső tere
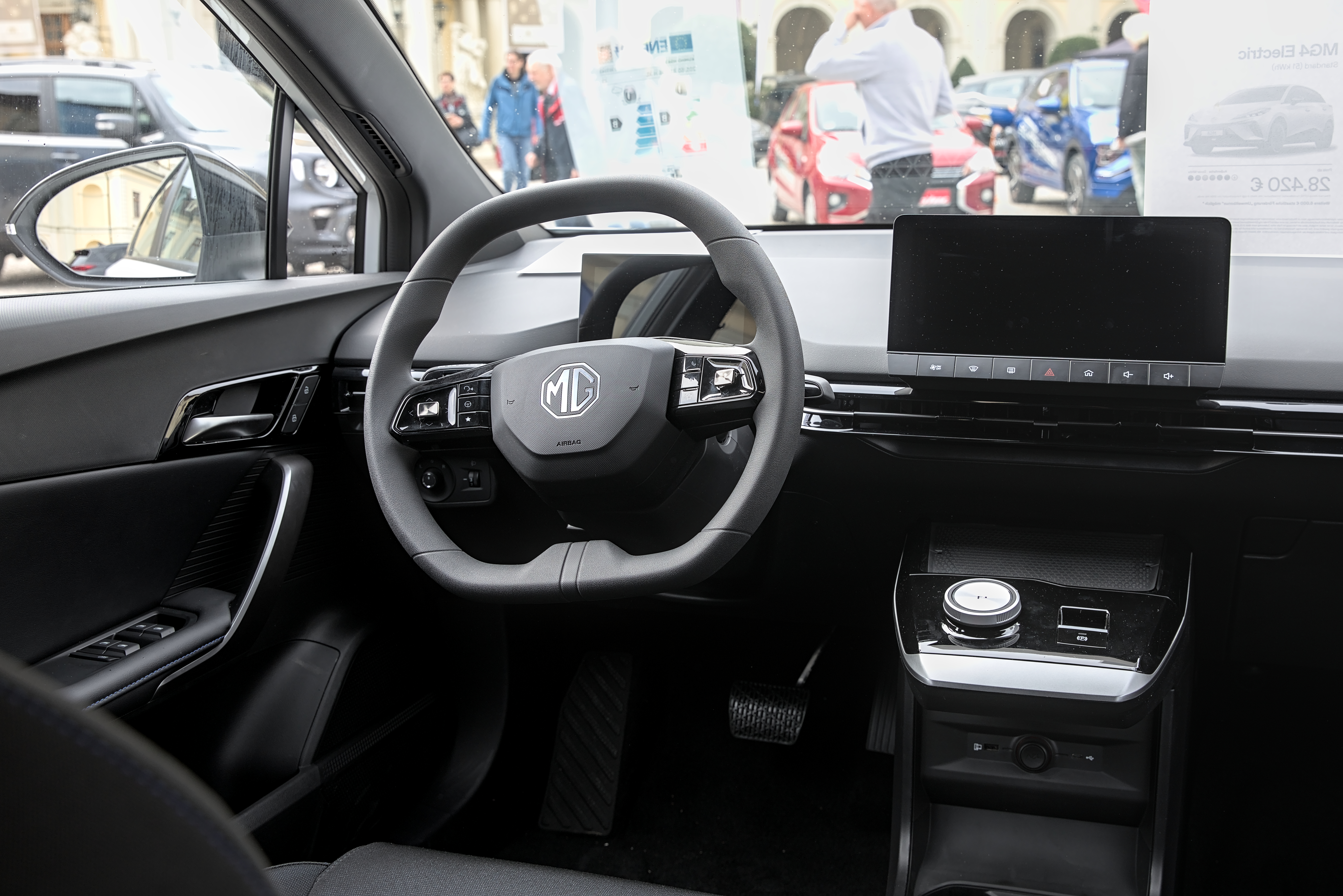
Az MG4 belső tere
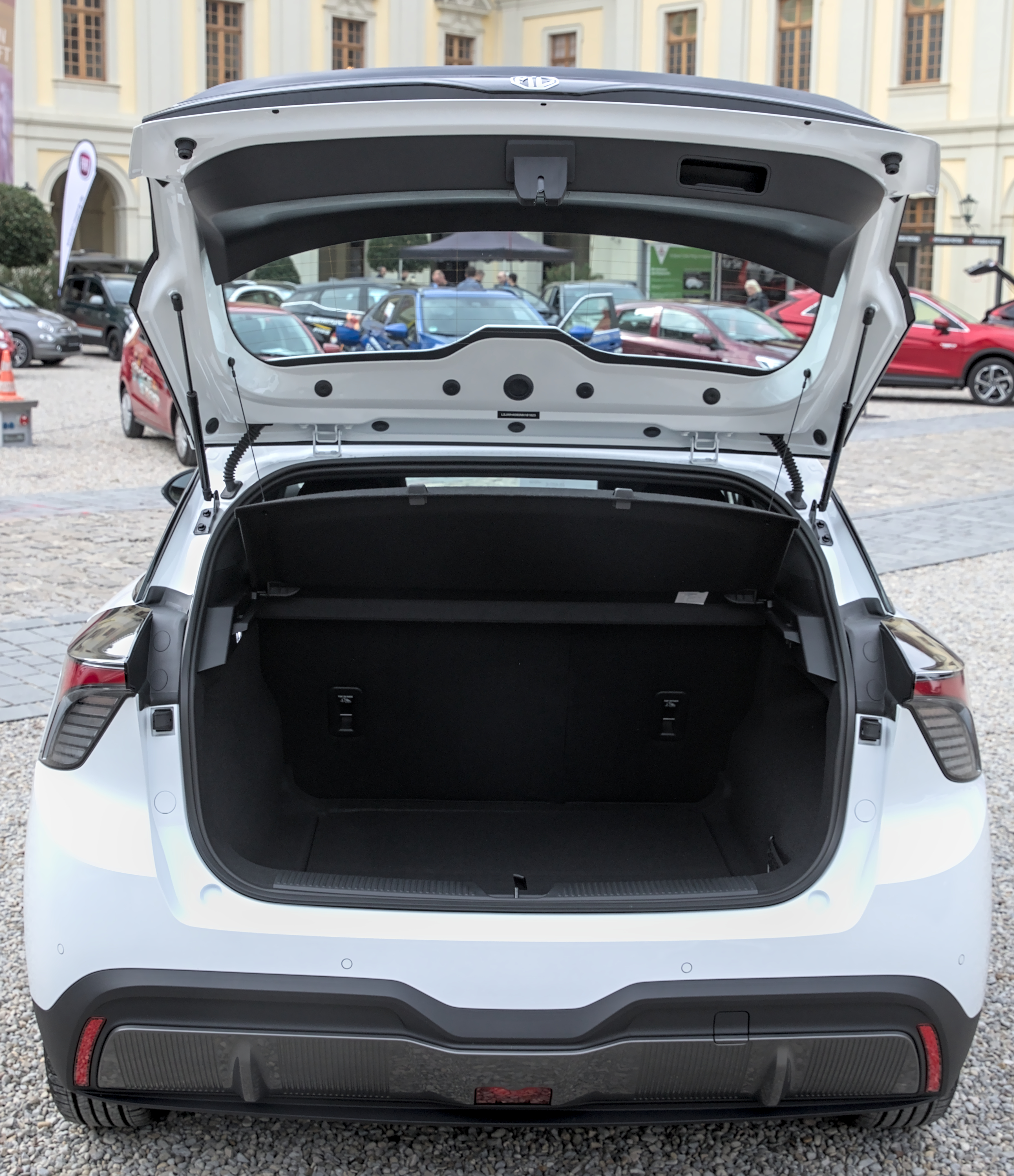
Az MG4 csomagtartója
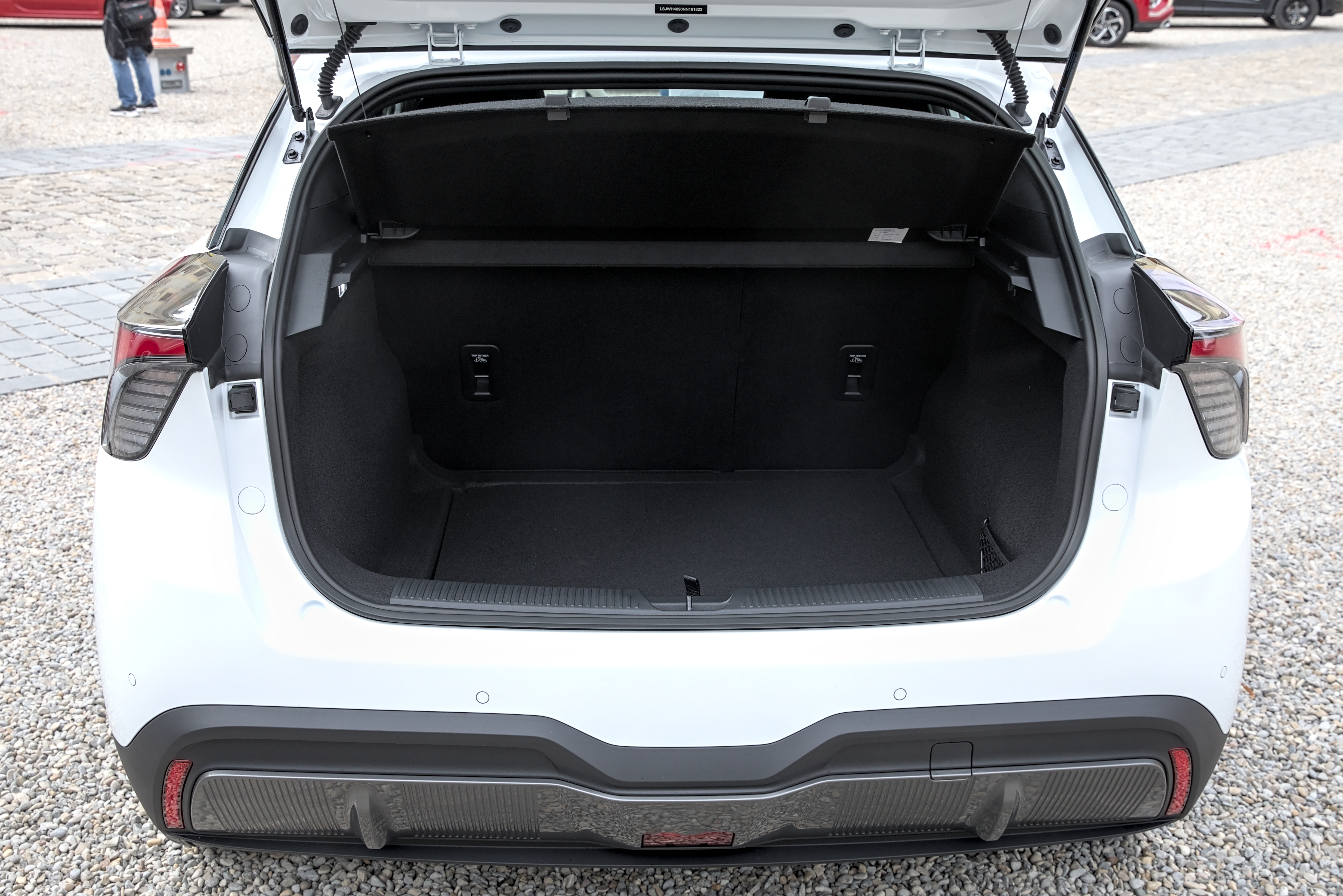
Az MG4 csomagtartója

Az MG4 tömegeloszlása 50:50, súlypontja alacsony, 49 cm-es magasságban van a kiváló kezelhetőség érdekében. Az MG vékonyabb és laposabb akkumulátorral rendelkezik a legtöbb akkumulátoros elektromos autóhoz képest a One Pack akkumulátorrendszerével. Az akkumulátor csak 11 cm vékony, ami csökkenti az autó magasságát. A One Pack akkumulátort is cserélhetőre tervezték.
A Modular Scalable Platform 800 voltos töltési technológiát is lehetővé tesz. Öt perc töltés 200 km megtételét teszi lehetővé, míg 15 percnyi töltés alatt fel lehet tölteni 80 százalékos töltöttségi szintre. A normál 400 voltos töltési technológiával felszerelt modelleknél öt perc töltés elegendő 100 km megtételére elegendő, és 30 percet vesz igénybe, amíg a töltés 80 százalékos szintet elér.
Kezdetben az MG4 51 kWh vagy 64 kWh akkumulátorral elérhető, 350–450 km-es WLTP-hatótávval és 125–150 kW-os teljesítménnyel. A kétmotoros, összkerékhajtású modell 64 kWh-s akkumulátorral és 330 kW-os teljesítménnyel rendelkezik. A kétmotoros modell 3,8 mp alatt gyorsul fel állóhelyzetből 100 km/órás sebességre, maximális sebessége 159 km/óra.

### Európai kiadások
Az MG4 jelenleg a következő változatokban érhető el Európában: 
- MG4 Family
- MG4 Comfort
- MG4 Luxory

### Triumph Edition
Az MG Mulan Triumph Edition az MG4 nagy teljesítményű változata, egyelőre csak a kínai piacra erősítették meg.

## Fordítás
Ez a szócikk részben vagy egészben  a   MG4 EV című angol Wikipédia-szócikk ezen változatának fordításán alapul.  Az eredeti cikk szerkesztőit annak laptörténete sorolja fel. Ez a jelzés csupán a megfogalmazás eredetét és a szerzői jogokat jelzi, nem szolgál a cikkben szereplő információk forrásmegjelöléseként.